# 化学技術者

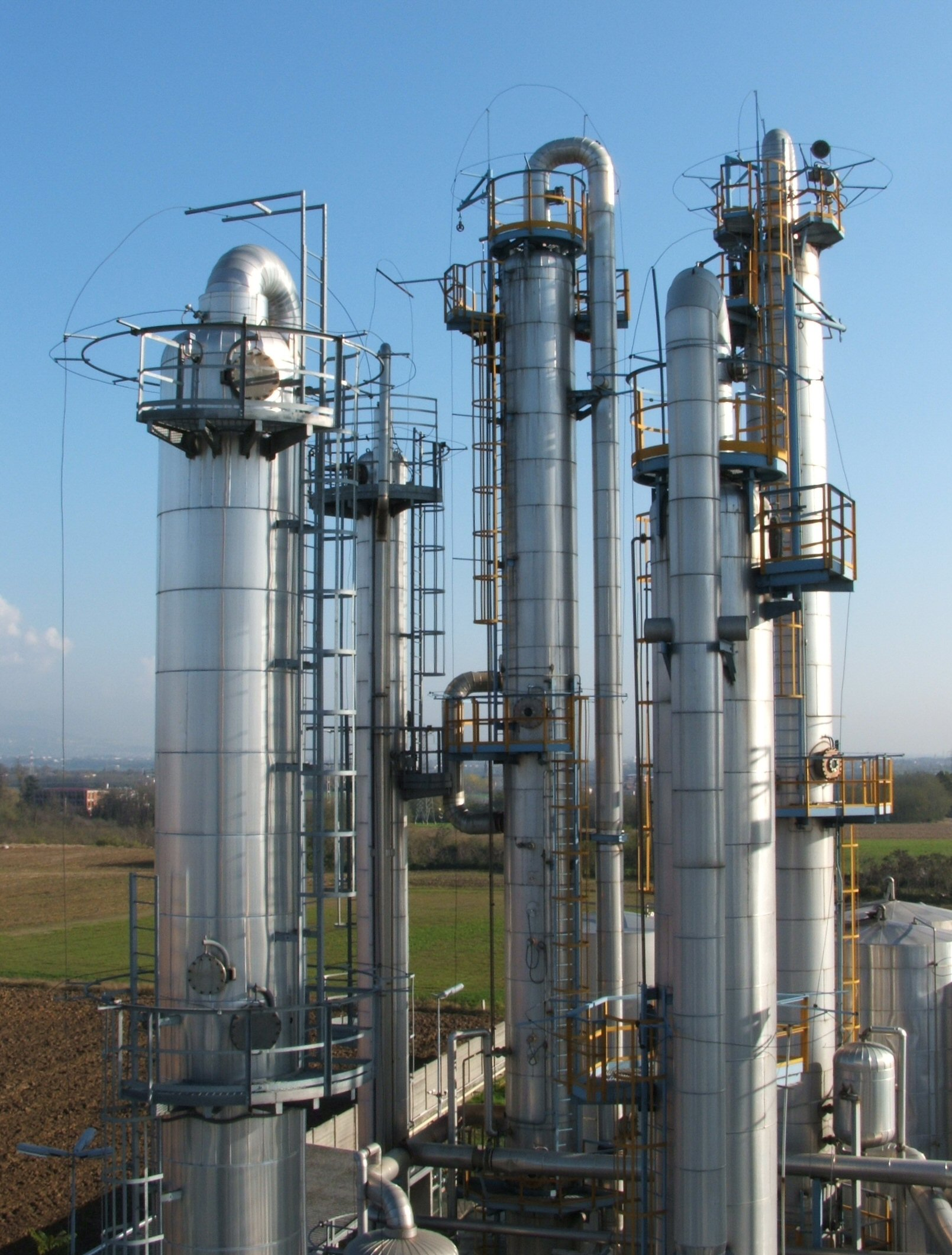
化学技術者は、プラントを設計、建設、運用

化学技術者（かがくぎじゅつしゃ） は、化学工学を扱う技術者。工学の分野では、化学エンジニアリングの知識を装備し、専門である化学工学では、主に働く、化学工業プラントおよび機器の設計・運用の製品やお得な情報の品種に基本的な原料を変換する。 一般に化学技術者は、化学工学の原則をさまざまな実用的なアプリケーションのいずれかに適用して使用する者。
日本の日本標準職業分類 では、化学技術者は、化学技術者（開発）と　化学技術者（開発を除く）とがある。
日本標準職業分類で示す化学技術者（開発）は以下の通り
- 工業化学技術者
- アルミナ製造電気化学技術者
- アンモニア合成技術者
- ソーダ工業技術者
- りん酸製造化学技術者
- 油脂化学技術者
- 木材化学工業技術者
- 石油精製技術者
- 高分子化学技術者
- 非金属精製技術者

日本標準職業分類で示す開発を除く化学技術者としては以下の通り
- 上記の技術者で開発を除く分の技術者
- 化学薬品製造技術者
- 無機薬品製造技術者
- 硫酸製造技術者
- 硝酸製造技術者
- メタノール製造技術者
- 活性炭製造技術者
- カーバイド製造技術者
- 塗料製造技術者
- 合成ゴム製造技術者
- 医薬品製造技術者
- ワクチン製造技術者
- 火薬製造技術者
- 火薬類取扱責任者
- ガス主任技術者
- 石炭乾留製造技術者
- 化学繊維製造技術者
- 合成繊維製造技術者
- プラスチック製造技術者
- プラスチック製品製造技術者
- 毒物・劇物取扱責任者

日本ではこの他、化学工学会が、2006年度から資格制度を制定し化学工学修習士、化学工学技士、上席化学工学技士の3つの資格を設けており、2011年度からは、化学工学技士(基礎)の資格を新たに加えている。
日本化学会会員はその会員を化学者および化学技術者としている。
大学における実践的な技術者教育のあり方に関する協力者会議「大学における実践的な技術者教育のあり方」報告で定義する「技術者」のひとつでもある。

## 歴史

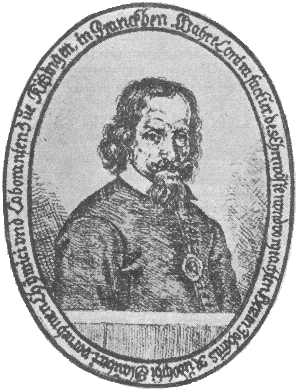
ヨハン・ルドルフ・グラウバーの肖像

## 概要

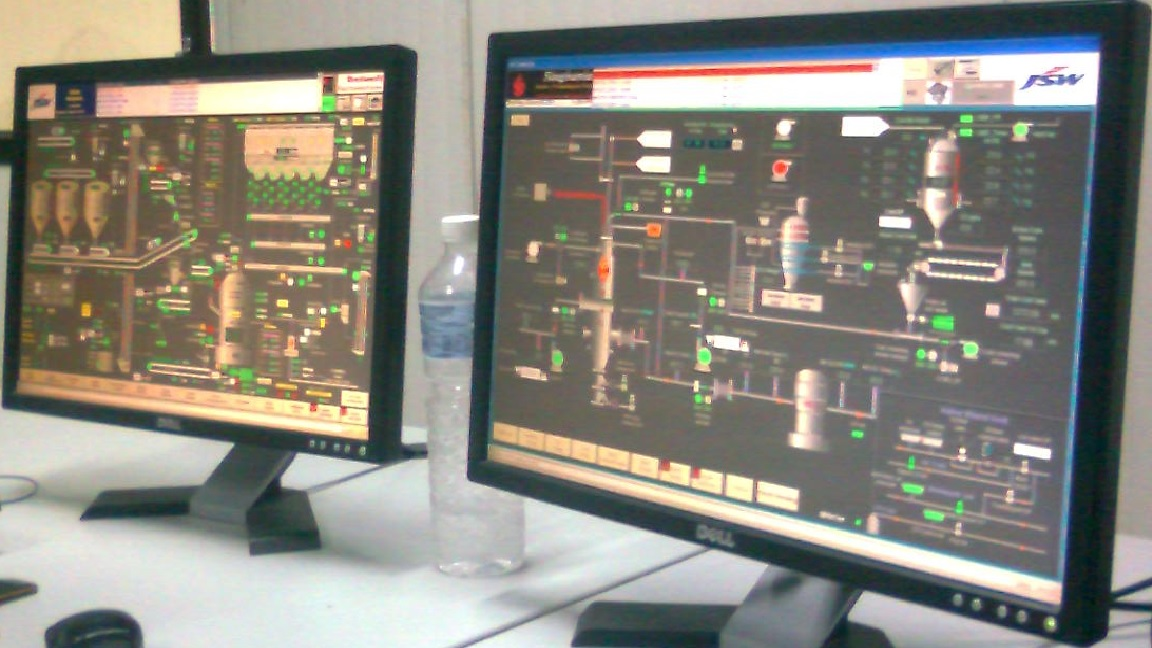
化学技術者は、コンピューターを使用して生産工場の自動システムを管理します。